# Crime Boss: Rockay City
Crime Boss: Rockay City è un videogioco cooperativo, sparatutto in prima persona del 2023 sviluppato da Ingame Studios e pubblicato da 505 Games. Il gioco presenta come protagonisti un cast di attori cult degli anni Ottanta e Novanta.
Pubblicato inizialmente per PC il 28 marzo 2023 sulla piattaforma Epic Games Store è stato poi distribuito pochi mesi dopo per PlayStation 5 e Xbox Series X/S e successivamente su Steam.

## Modalità di gioco
Il gioco è incentrato sulla conquista dei quartieri della città di Rockay tramite la gestione dei territori e l'esecuzione di varie missioni come rapine a banche, camion portavalori, gioiellerie, ecc. e missioni di guerriglia urbana. Il giocatore si ritroverà a guidare una squadra di quattro criminali (ognuno con una specializzazione diversa) per le missioni di rapina e uno dei mercenari per le missioni di guerriglia. Le missioni possono essere svolte sia in modo stealth che entrando ad armi spianate dovendo poi però fare i conti con le orde di gang rivali e polizia.
La campagna per giocatore singolo è caratterizzata da una modalità roguelike dove alla morte del giocatore si dovrà ricominciare la storia da capo. Allo stesso modo, anche i membri dell’equipaggio assunti che muoiono o vengono arrestati in missione sono perduti per sempre.
L'atmosfera del gioco imita consapevolmente i film polizieschi degli anni '80 e '90 come Arma letale, Beverly Hills Cop e Heat. La stessa Rockay City è ambientata in una Florida che ricorda Miami Vice.

## Personaggi

### Gang di Baker
Travis Baker
Interpretato da: Michael Madsen.
Un intraprendente boss della droga che aspira a prendere il controllo di tutta Rockay City.
Nasara
Interpretato da: Damion Poitier.
Braccio destro di Baker, è colui che gestisce l'organizzazione di tutte le rapine.
Touchdown
Interpretato da: Michael Rooker.
Generale di Baker, sarà lui a gestire i mercenari e a difendere i territori della gang.
Casey
Interpretata da: Kim Basinger
Informatrice di Baker sarà lei a procurare le informazioni di tutti i colpi principali.
Gloves
Interpretato da: Danny Glover
Ex poliziotto ora al servizio di Baker.

### Nemici
Sceriffo Norris
Interpretato da: Chuck Norris
Capo della polizia di Rockay City, tenterà in ogni modo di liberare i territori della città dalle gang.
Dollar Dragon
Interpretato da: Danny Trejo
Boss della malavita di Rockay City.
Hielo
Interpretato da: Vanilla Ice
Rapper e boss della droga di Rockay City.
Cagnali
CEO dell'azienda tecnologica Cagnali Industries, è il capo di una gang di mercenari tecnologicamente avanzati.
Khan
Capo di una gang di motociclisti di Rockay City, di nazionalità mongola, crede di essere il diretto discendente di Gengis Khan.

## Sviluppo e pubblicazione
Crime Boss è il primo gioco prodotto da Ingame Studios, un nuovo sviluppatore di circa 70 dipendenti con sede a Brno, nella Repubblica Ceca.
Il gioco è stato pubblicato a fine marzo 2023 esclusivamente su Epic Games Store per PC. Successivamente è stato distribuito per PlayStation 5 e Xbox Series X/S nel giugno 2023. Il gioco è uscito su Steam il 18 giugno 2024. Il gioco ha ricevuto 2 DLC che aggiungono nuovi oggetti, missioni e mini-campagne.